# Bobina
Per bobina si intende colloquialmente un nucleo solido su cui può essere avvolto del materiale filiforme o nastriforme, come fibre tessili, pellicole, conduttori elettrici o altro.

## Descrizione
In fisica la bobina è un insieme di spire, il cui numero può variare da una frazione di spira a molte migliaia, realizzate con materiale conduttore. I campi di applicazione sono i più vari, dall'elettronica alla medicina (risonanza magnetica). Il suo parametro elettrico principale è definito induttanza.
Una bobina tradizionale ha una frequenza di risonanza definita dalla sua geometria e caratteristiche elettriche, e un'impedenza diversa da zero, per cui, se attraversata da una corrente elettrica, la bobina genera calore.

## Utilizzo
- In elettronica può essere impiegata per trasformare la corrente alternata in onde radio.
- In elettrotecnica prende il nome di "matassa" o induttore; avvolgendola attorno a un nucleo ferroso si ottiene un'elettrocalamita oppure, variando il numero e la sezione delle spire (o avvolgimenti), si ha il trasformatore, un dispositivo che trasforma i valori di tensione e corrente a esso applicati.
- In meccanica prende il nome di bobina d'accensione; nell'impianto elettrico di un qualsiasi motore ad accensione comandata, la bobina serve a elevare la tensione utilizzata dalla parte dell'impianto precedente, trasformandola nel valore adeguato a far scoccare la scintilla tra gli elettrodi delle candele (ordine di 20 000 volt).